# 中華五千年
《中華五千年》是一個香港電台廣播節目，1983年4月4日開播至2000年停播，一共九百集，為香港電台最長壽的歷史教育廣播劇。

## 概述
這個節目由香港歷史學者張偉國撰稿。最初由魏便利主持，編導鄭啟明間中亦有主持（由明朝時期開始）。由清朝後期開始，梁家永加入主持行列；在民國以後，梁家永正式接任主持，鄭啟明則繼續間中主持。開場及尾場分別有「播音皇帝」鍾偉明報幕，及後由蔡雅各報幕，最後尾場由主持報幕。
本節目的開場曲及收場曲，均出自《黃河鋼琴協奏曲》前奏《黃河船夫曲》1970年代的版本。麗的電視的1980年由奇女子狄娜主持的歷史節目《細說當年》，亦使用本曲。
在第一集中最初定出整套廣播劇由原始時代到文化大革命為止，但最後至中華人民共和國開國為止。第九百集為總結，由《神州五十年》取代。介紹對每個時代政治、文化、社會有重大影響的事件。除了以講述以外，還會依據史實以戲劇化形式表達出來。
節目以中學生及對歷史感興趣的家庭聽眾為主，播出後聽眾反應熱烈，並且得到教育等各界支持。香港電台在1987年4月12日為紀念本節目播出4週年，舉辦午餐座談會，邀請了時任教協會長、教育界立法局議員、基本法起草委員司徒華任主禮嘉賓及作專題演講。由於節目深受歡迎，香港電台其後推出同類型節目《神州五十年》；而且為方便市民大眾，香港電台將全數九百集以RealMedia形式上載到中華五千年網頁中，及於2013年推出流動應用程式《中華五千年盛世版》。近年因應在香港電台第五台《文化四合院》時段重播，香港電台將中華五千年網頁中的RealMedia版本更換為聲音清晰的MP3版本，並推出podcast版，每週更新一次，由2011年12月6日開始與重播的重溫同步推出。

## 內容
中華五千年對古代的史事著墨較少，對近代的愈來愈多。
- 001集－ 40集：原始時代、夏、商、周、春秋戰國
- 041集－ 84集：秦朝、西漢、東漢
- 085集－102集：三國時代
- 103集－152集：西晉、五胡十六國、魏晉南北朝
- 152集－189集：隋代、唐代、貞觀之治、武則天、開元之治
- 190集－260集：安史之亂、藩鎮割據、牛李黨爭、黃巢之亂、遼代、五代十國
- 261集－321集：北宋、王安石變法
- 322集－353集：南宋、金代
- 354集－427集：蒙古興起、吞金滅宋、元朝
- 427集－467集：朱元璋興起、明朝建立、靖難之變、明成祖永樂皇帝、鄭和
- 468集－525集：明朝中葉
- 526集－584集：滿洲興起、明末民變、滿清入關、鄭成功抗清
- 585集－638集：康熙、雍正、乾隆
- 639集－689集：清朝中葉、列強環峙
- 690集－728集：甲午之戰、百日維新、孫中山革命、武昌起義
- 729集－781集：袁世凱、北洋政府、五四運動、國民革命軍、中共成立、蔣介石北伐、軍閥混戰
- 782集－849集：日軍侵華、八年抗戰
- 850集－899集：國共內戰、中共建政
- 900集：〈總結〉

## 年度與集數
- 1983年4月4日（星期一）首播，逢週一播放。
- 首年播放了39集。此後每年約播放52集，到2000年完結。

| 播放年份 | 由                | 至                | 備註                                                                                             |
| -------- | ----------------- | ----------------- | ------------------------------------------------------------------------------------------------ |
| 1983     | 001集：軒轅黃帝   | 039集：秦王政即位 | 1983年12月26日晚上七時，香港電台第一台播放第39回                                                 |
| 1984     | 040集：韓非與李斯 | 091集：割據江東   | 1984年12月31日晚上七時，香港電台第一台播放第91回 1984年9月17日轉播廣州亞洲盃外圍賽，節目暫停一次 |
| 1985     | 092集：三顧草蘆   | 142集：蘇綽定制   |                                                                                                  |
| 1986     | 143集：梁朝文風   | 194集：史思明反叛 | 1986年1月6日晚上七時，香港電台第一台播放第143回                                                  |
| 1987     | 195集：李白杜甫   | 245集：徐溫專政   |                                                                                                  |
| 1988     | 246集：南唐建國   | 296集：呂惠卿執政 |                                                                                                  |
| 1989     | 297集：沈括使遼   | 347集：全真道教   |                                                                                                  |
| 1990     | 348集：紹熙內禪   | 399集：東征日本   | 1990年9月16日週日重播第384回「漢法之爭」； 同年9月23日週日重播第385回「釣魚城之戰」              |
| 1991     | 400集：海都之亂   | 450集：建文繼位   |                                                                                                  |
| 1992     | 451集：燕王起兵   | 500集：嚴嵩失勢   |                                                                                                  |
| 1993     | 501集：海瑞上疏   | 550集：滎陽大會   |                                                                                                  |
| 1994     | 551集：谷城事變   | 600集：南洪北孔   |                                                                                                  |
| 1995     | 601集：真假達賴   | 651集：林則徐禁煙 | 1995年12月25日播出第651回                                                                        |
| 1996     | 652集：鴉片戰爭   | 701集：瓜分危機   | 1996年1月1日播出第652回 1996年5月6日播放第669回「忠王東征」； 同年5月13日播放第670回「祁門統兵」 |
| 1997     | 702集：時務學堂   | 753集：馮玉祥兵變 | 1997年12月1日播放第749回「孫越會談」； 12月8日播放第750回「國共合作」                            |
| 1998     | 754集：孫中山逝世 | 806集：七七事變   |                                                                                                  |
| 1999     | 807集：淞滬會戰   | 858集：中原突圍   |                                                                                                  |
| 2000     | 859集：南京談判   | 900集：總結、回顧 |                                                                                                  |

## 播音員
鍾偉明飾演管仲、周室王孫滿、鄭玄、劉備、東晉王導，嵇康、魏徵、宋璟、後唐明宗、宋太祖、楊業、寇準、文彥博、南宋張浚、文天祥金代王重陽、蒙古也速該、明朝道衍、清代李光地、利瑪竇、曾國藩、安治泰、孫中山、王國維、于右任、方振武、張羣、鄭正秋、沈鈞儒、陳濟棠、毛怡卿、宋哲元、趙戴文、陳垣、熊式輝、盧漢、羅富國、楊慕琦、羅斯福、毛澤民、陳布雷、劉伯承、陳寅恪、宋希濂、馬步芳等人物。
李再唐飾演的歷史人物，例如秦始皇、漢武帝、關羽、前趙劉曜、後趙石虎、唐太宗、孟浩然、後梁太祖、王安石、岳飛、拖雷、木華黎/木合黎、明成祖、張居正、小西行長、多爾袞、法國國王路易十四、褚英、清高宗乾隆皇帝、洪秀全、袁世凱、毛澤東等人物。
李學斌飾演軒轅黃帝、舜、禹、成湯、齊桓公、張儀、孫臏、趙武靈王、趙惠文王、荊軻、張良、漢文帝、衛青、李陵、漢宣帝、漢光武帝、漢章帝、諸葛亮、祖逖、王猛、北魏太武帝、陳朝陳霸先、李靖、薛仁貴等人物。
朱曼子飾演嫘祖、娥皇、申后、趙莊姬、趙惠后、如姬、呂后、衛子夫、孝宣王皇后、王昭君、和熹皇后、竇妙、綠珠、張夫人、王貞風、章要兒、宣華夫人、長孫皇后、文成公主、武則天、遼聖宗朝蕭太后、金末楊妙真、清高宗繼皇后、慈禧太后(八國聯軍入京前)、宋慶齡及貝絲·杜魯門等人物。
蔡雅各飾演李廣利、漢景帝、曹植、唐中宗、高仙芝、唐肅宗、牟羽可汗、唐德宗、北宋呂蒙正（273回）、蘇轍、金國完顏阿骨打、南宋韓世忠、虞允文、蒙古札木合、清代努爾哈赤。
簡偉安飾演周武王、周成王、文種、秦二世、項莊、漢哀帝、太史慈、劉禪、曹髦、拓跋珪、北魏孝明帝、宇文邕、唐代孝達和尚（164回）等。
林友榮飾演屈原、劉邦、晁錯、司馬懿、石崇、劉淵、東晉周伯仁，唐高宗、高力士、杜甫、金兀朮、金末李全、清代曹頫、柴大紀、道光皇帝、威妥瑪、康有為、黎元洪、馮國璋、錢能訓、蔣介石等人物。
陳炳球飾演帝堯、伊尹、周公旦、孔子、廉頗、東晉王敦，魏延、遼代耶律乙辛、北宋呂惠卿、蒙古克烈部王汗、遼帝、孫傳庭、還有佐治·邦雅曼·克里蒙梭、張景惠、周壽臣、譚延闓、榮宗敬、魏德邁等人物。
曾永強飾演姜太公呂尚、孫武、趙高、張角、王允、狄仁傑、李林甫、李白、史浩、史彌遠、王振、葉夢熊、詹姆斯·康德黎、奕劻、梁士詒、陸榮廷、陸征祥、吳稚暉、吳佩孚、孔祥熙、閻錫山、賀敏學、梅貽琦、磯谷廉介、周佛海、酆悌、科德爾·赫爾、顧祝同、近衛文麿、鈴木貫太郎、林獻堂、葛量洪、董必武、陳序經、包爾漢·沙希迪、袁鴻逵等人物。
莫家駒飾演夏桀、子路、樊噲、張飛、雍闓、石勒、安祿山、周祖培、克洛德維希·卡爾·維克托、崔玉貴、倪嗣冲、靳雲鵬、陳炯明、吳景濂、馮玉祥、張作相、謝晉元、彭德懷、陳三立、莫德庇、陳光、湯恩伯、任弼時、艾力汗·吐烈、史太林、葉得根、傅作義、李彌等人物。
溫泉飾演董仲舒、司馬遷、班固、三國時代劉放、鄧艾，北宋呂誨，元太宗窩闊台，還有牛金星、朱弘昭、楊鎬、豐臣秀吉、榮祿、瑞澂、張勳、牧野伸顯、張作霖、陳維周、黃金榮、韓復榘、鄭孝胥、劉文龍、何東、盛世才、曾養甫、龍雲、東條英機、陳儀、吳忠信、錢穆、達扎·阿旺松繞圖多旦巴傑增等人物。
楊麗仙飾演女英、何太后、楊麗華、楊貴妃等。
車森梅飾演虞姬、趙飛燕、拖雷王妃莎兒合黑帖妮、林黛玉、吳敬君、宋美齡。
姚秀鈴飾演張麗華、上官婉兒、珍妃、溥儀(童年)、賀子珍、丁玲、裘麗琳、崔月犁等人物。
丁茵飾演班昭、漢元帝皇后王政君、孫太夫人（孫策、孫權生母）、北魏馮太后、田川氏 (鄭成功母)、孝莊文皇后（順治帝生母）、慈禧太后 (五大臣出洋(718回)以後)、梁就光、項佩瑜等人物。
譚翠蓮飾演陳朝冼夫人、蒙古月倫太后（第354-355回）、元太宗皇后脫列哥那、宋靄齡、陳璧君、毛福梅、林江邁等人物。
勞韻妍飾演華陽夫人、太平公主等。
謝蘊儀飾演武宣卞皇后（曹丕、曹植生母）、蕭文壽，金代元好問母親王氏（365回）。
足球評述員李德能長年活躍於廣播劇演出，飾演東漢班勇，三國時代關平、李勝，東晉司馬睿，五胡十六國苻堅，遼太祖，梁代王僧辯，唐代唐睿宗、楊國忠、史朝義，晚唐宰相李德裕，遼道宗、耶律大石，北宋王欽若、包拯、曾布，南宋曲端，成吉思汗、明太祖、清太宗、民國馬師曾等人物。
倪秉郎飾演楚莊王（013回）、謝石（116回）、惠能（179回）、譚嗣同。
區永漢飾演趙孝成王、夏侯嬰、霍去病、呂隆。
何錦華飾演文姜、驪姬、孝景王皇后、鄂邑公主等。
周影飾演唐代永泰公主。
殷勤（胡榮堅）飾演唐代南霽雲（192回）、李惟岳（201回）、姚令言（202回）。
高俊（嚴照昌）飾演令狐潮（192回）。
羅嘉玲飾演蒙古帖木侖（第354回）、元代魯國公主祥哥剌吉（第409、415回）、韃靼三娘子（503回）、明末名妓柳如是（553-554回）。
劉昭文飾演遼太宗耶律德光（249回）、遼穆宗（269回）、北宋石守信、宋真宗、岳飛部將張顯、金朝李通、宋理宗、蒙古合撒兒（第355回）。
蔡映玉飾演遼朝述律太后（249回）、宋太宗李皇后（274回）、遼朝趙國公主耶律糾里（301回）、南宋梁紅玉（325回）、蒙古豁阿婆婆（老僕豁阿黑臣）（第355回）。
曾月娥飾演小周后、李清照、鐵木真夫人孛兒帖（第355回），還有婉容、龍國壁、章亞若、唐篔等人物。
翟耀輝飾演安南丁朝先皇丁部領（264回）、北宋慕容延釗（262回）、張齊賢（273回）、南宋張俊（328回）、金朝完顏亮、丘處機（青年）、民國吳宓、石敬亭等人物。
張建浩飾演契丹太子耶律倍（249回）、遼道宗皇太子耶律濬（301回）、宋孝宗，還有載灃、張聞天、秦德純、陳潭秋、阿合買提江·哈斯木、費正清、羅榮桓、繆啓威、烏蘭夫等人物。
鍾傑良（鍾傑武）飾演遼道宗駙馬蕭撻不也（301回）、十四阿哥胤禵、敦誠（敬亭）、奕訢、李經方、袁克定、 楊明齋、 曹銳、瓦西里·康斯坦丁諾維奇·布留赫爾、溥儀、酒井隆、馬仲英、華克之、佟麟閣、楊成武、朱紹良、嶋田繁太郎、龍繩祖、蔣渭川、劉汝明、烏力吉等人物。
吳忠泰飾演葉名琛。
程乃根 飾演 何進、玄奘法師（164、169回）等人物。
朱克 飾演 董卓。
李學儒 飾演 呂布、英國大使巴夏禮（Sir Harry Smith Parkes）。
李夏威 飾演 曹操。
何嘉麗 飾演 漢獻帝（童年）。
熊良錫飾演荀彧。
黃兆強飾演孔融。
黃志成飾演孫策。
張炳強飾演周瑜。
源家祥飾演魯肅。
林超榮飾演陸績、姜維，還有賈似道幕客廖瑩中（387回）。
主持梁家永飾演楊修、章太炎。
盧偉力飾演孫權、鍾會、劉聰、東晉劉琨，隋煬帝、唐玄宗，施耐庵、方孝儒、朱由崧、伍廷芳、李大釗、周信芳、聞一多、王雲五、丘吉爾、俞鴻鈞、曾聯松等人物。
鄭丹瑞飾演曹丕、王維。
陳毓祥飾演李恢。
麥潤壽飾演馬謖。
黃浩義飾演司馬師。
曲家穗飾演陳平、袁紹、孫資。
陳潤成飾演 曹爽。
陳中堅 飾演 桓範。
蕭亮有一段時間替香港電台主持節目，曾飾演三國時代司馬昭、宋代司馬光。
伍家廉飾演徐庶、宮崎滔天、蔡鍔、越飛、張學良等人物。
足球評述員何鑑江飾演孟獲。
足球評述員何靜江飾演岡村寧次。
編導及主持人鄭啟明曾飾演秦舞陽、漢元帝、盧植、魏明帝曹叡、印度戒日王（169回）、李後主李煜、范仲淹、宋高宗趙構、陸秀夫、耶律楚材、李從榮、汪直、舒爾哈齊、曹雪芹、光緒皇帝、陸皓東、廖仲愷、蔡元培、曹雲祥、張靜江、王明、劉少奇、瞿秋白、劉志丹、鄒韜奮、貝德士、田漢、戴安瀾、項英、左權、葛敬恩、陳雲、何思源、朱景喧等人物。
編導葉世雄飾演荀攸、楊儀、五代李從厚、遼代張孝傑、清代代善、鄧廷鏗、民國曹錕、陳廉伯、胡毅生、蔣百里、陳公博、榮德生、橋本群、康生、昭和天皇、程潛、王震等人物。
巢紅薇 飾 曹芳（098回）、嵇紹（100回）。
副廣播處長戴健文 飾 王經（099回）、章士釗、鄧小平等人物。
邵盧善 飾 晉武帝（103回）、姚興（122回）。
梁麗芬 飾 晉惠帝后賈南風（104回）
體育節目主持梁國滔 飾 朱振（104回）、慕容暐（117回）、拓跋嗣（123回）、高昌人馬玄智（169回）、唐代張易之（180-181回）。
林珊珊 飾 拓跋觚（118回）。
陳耀華 飾 王凝之（120回）、唐中宗太子李重俊（182回）、趙明誠（334回）、馬林（共產國際）、邵力子、茅盾、徐向前等人物。
陳婉紅 飾 隋煬帝蕭皇后（155回）、唐雪卿。
傅菁葦 飾 唐代瓜州太守李昌（164回）、長孫無忌。
曾智華 飾 張虔陀（189回）。
張菀容 飾 韓愈妻子盧氏（209回）。
勞浩榮飾演後唐莊宗李存勗（238-243回）、後周世宗柴榮（259-260回）、宋代韓琦、宋欽宗、辛棄疾、金代元好問（365回）。 
許金峰飾演宋神宗。
梁家輝飾演宋徽宗（310-315回）。
盧世昌飾演元世祖忽必烈（382-407回），元順帝、嘉慶帝、還有民國徐世昌、馬歇爾、白崇禧、聶榮臻、索康·旺欽格勒等人物。
董麗誠飾演宋代尹洙284回、宋仁宗、秦檜、范成大、郝經（386-387回）。
周志強飾演辛棄疾的同伴賈瑞（340回）、賈似道密使宋京（387回）。
羅君左飾演元武宗海山（409-411回）。
李家仁飾演宋濂、明穆宗等。
馮偉棠飾演明武宗、吳三桂、咸豐皇帝、周恩來等人物。
錢佩卿飾演陳圓圓、小鳳仙、胡蝶等人物。
鄭子誠飾演康熙皇帝、袁崇煥、林則徐、侯方域、鄧世昌等人物。
洪朝豐飾演鄭成功。
周國豐飾演崇禎皇帝、宋教仁、傅斯年、陳果夫、王實味、吳國禎、梁思成、唐君毅等人物。
施介強飾演擴廓帖木兒、楊應龍、杜松、弘光帝、賀人龍、林爽文、僧格林沁、段祺瑞、孫傳芳、顧竹軒、朱德等人物。
丁家湘飾演袁宗皋、劉瑾、嚴嵩、宇喜多秀家、雍正皇帝、張彪、李時珍、徐光啟、吳炳湘、李自成、鮑羅廷、薛覺先、林彪、赫爾利、張輔等人物。
戴偉光飾演馬鴻逵。
王祖藍飾演蔣君章、胡克巴特爾。
本劇的撰稿人張偉國曾飾演梁漱溟。
助理廣播處長周偉材飾演莽古爾泰、倭仁、陶啟勝、內田康哉、何叔衡、司徒拔、帕維爾·米夫、芳澤謙吉、土肥原賢二、杜月笙、上官雲相等人物。
蔡浩樑飾演汪精衛、徐樹錚、松井石根、孫立人、黃克誠、杜魯門、羅汝才、馬士英等人物。
楊吉璽飾演伊藤博文、陳獨秀、吉田茂、板垣征四郎、張治中、陳毅、杜重遠、潘漢年等人物。
李志剛飾演蔣翊武、謝紹敏、蘇兆徵、李濟深、夏斗寅、于學忠、卜萬蒼、賀衷寒、陳昌浩、威廉·亨瑞·端納、柳川平助等人物。
陳永業飾演夏衍。
曾葉發飾演蔣經國。
梁天飾演翁文灝。（869回）
陳敬創飾演黃興、顧維鈞、李之龍、余漢謀等人物。
張圭陽飾演李宗仁、梁漱溟等人物。
程振鵬飾演哲布尊丹巴呼圖克圖、同治皇帝。
胡世傑飾演戴季陶、宋子文、鄭位三、粟裕、許世友、黃敬、丁明南、奎璧、等人物。
韋佩文飾演阮玲玉、傅冬菊等人物。
譚樹強飾演吳廷康、卡爾·拉狄克、藍普森、金樹仁、唐嘉鵬、四川軍閥鄧錫侯、約瑟夫·華倫·史迪威、羅季翁·雅科夫列維奇·馬利諾夫斯基、葉謝耶夫、司徒雷登、黎吉生等人物。
李仁傑飾演和珅、謝福音、胡漢民、劉紀文、楊虎城、徐祖詒、葉劍英、胡宗南、宋時輪等人物。
區麗雅飾演譚祥、史良、龔澎、何宜文等人物。
新聞部鄧志濤飾演黄郛、秦邦憲、葉挺、周士第、李先念、熱振活佛等人物。
陳燕萍飾演何香凝。
吳志森，前香港電台電視節目《頭條新聞》的主持，飾演杜聿明、薛岳、戴笠、張治中等人物。
歷史學家麥勁生飾演北宋狄青、民國唐紹儀、胡適、宋子文等人物。
蕭樹勝飾演李漢俊、鄒瑞彭、陳友仁、陳寅恪(青年)、漢斯·馮·塞克特、孫鳳鳴、陳賡、帕提赫·莫斯里莫夫、楊友梅、孔令傑等人物。

## 外部連結
- 網上中華五千年（页面存档备份，存于）
- 中華五千年盛世版（页面存档备份，存于）
- 香港電台中華五千年（页面存档备份，存于）